# Frontada
Frontada es un despoblado del municipio de Aguilar de Campoo en la provincia de Palencia, en la Comunidad Autónoma de Castilla y León, España. 

## Historia
A la caída del Antiguo Régimen la localidad se constituye en municipio constitucional que en el censo de 1842 contaba con 8 hogares y 41 vecinos, para posteriormente integrarse en Barrio de San Pedro. Junto con la localidad de Quintanilla, desaparece bajo las aguas del Pantano de Aguilar en 1963.
En el año 1962 el 7 de junio nació el último habitante de la localidad, se llama Luis Ángel García y ahora vive con su familia en Santander.